# Liste der Monuments historiques in Kersaint-Plabennec
Die Liste der Monuments historiques in Kersaint-Plabennec führt die Monuments historiques in der französischen Gemeinde Kersaint-Plabennec auf.

## Liste der Bauwerke
| Bezeichnung                    | Beschreibung | Standort                     | Kennzeichnung | Schutzstatus | Datum | Bild |
| ------------------------------ | ------------ | ---------------------------- | ------------- | ------------ | ----- | ---- |
| Tumulus von Goarem-an-Dorguenn |              | Échangeur N 12 / D 59 (Lage) | PA00090018    | Inscrit      | 1966  |      |